# Aspro

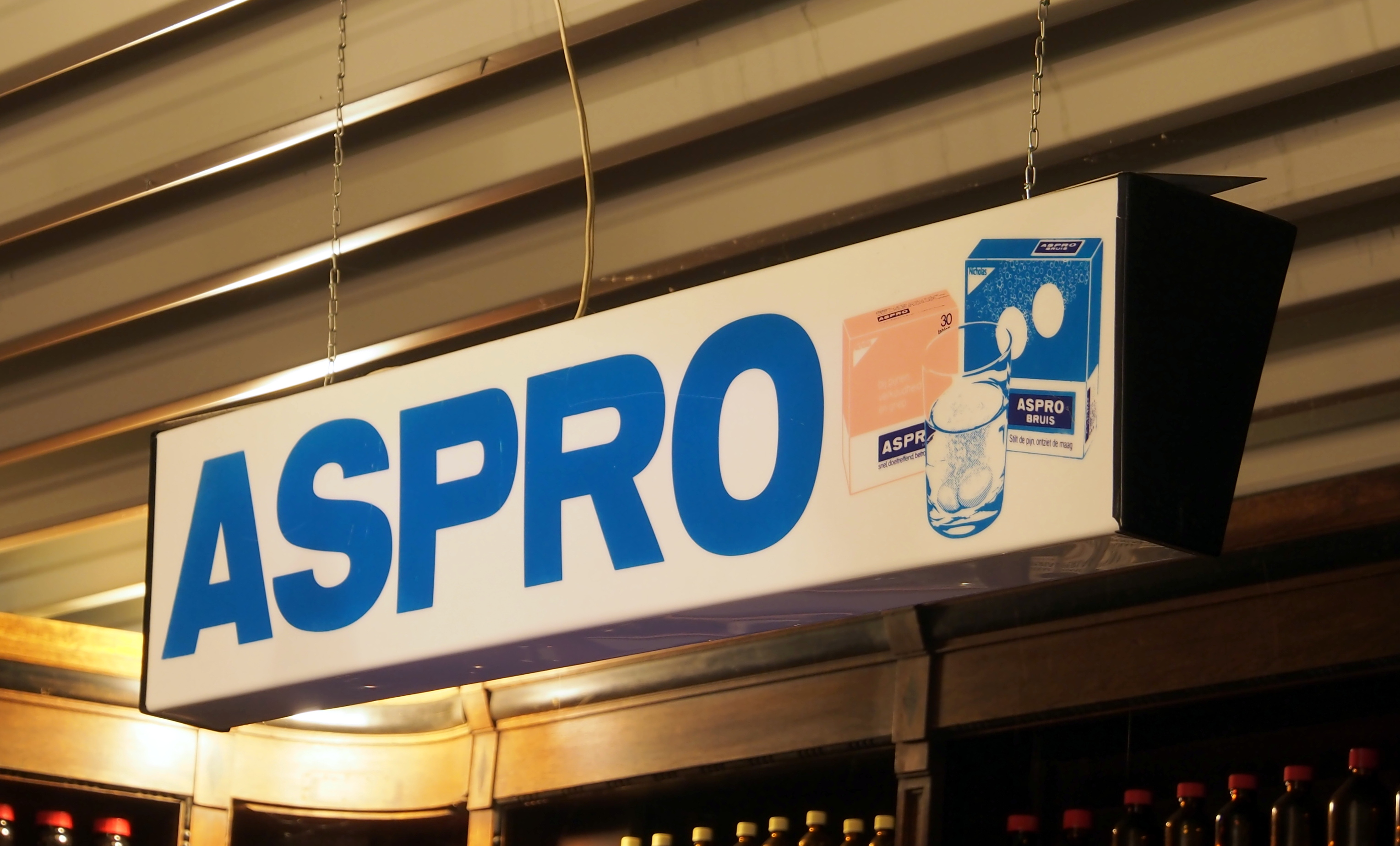
Enseigne lumineuse pour les produits Aspro, exposée dans un musée aux Pays-Bas.

Aspro est une marque commerciale initialement déposée en Australie en 1917 par les frères George et Alfred Nicholas pour désigner la nouvelle forme d'aspirine (acide acétylsalicylique) qu'ils avaient mise au point et pour laquelle ils venaient d'obtenir un droit d'exploitation dans l'ensemble du Commonwealth britannique. À cette époque, l'approvisionnement en aspirine par la société allemande Bayer (qui avait elle-même inventé l'aspirine en 1899) était alors interrompu en raison du conflit mondial. 
Après la fin de celui-ci, la marque « Aspro » fut déposée et exploitée dans de nombreux autres pays (en Europe, en Asie et en Afrique) par la société fondée par les frères Nicholas, qui deviendra plus tard l'un des premiers groupes multinationaux australiens sous le nom de Nicholas International. L'introduction d'Aspro en dehors de l'Australie fut grandement facilitée après 1917 par la perte par Bayer de ses droits sur sa marque Aspirin(e) et ses brevets correspondants dans la plupart des pays vainqueurs du conflit mondial.
Selon les archives du groupe Nicholas International, la marque « Aspro » est un nom de fantaisie qui a été créé en contractant les deux dernières lettres du nom « Nicholas » avec les trois premières lettres du nom « Product ».
Aspro doit s'écrire avec une capitale initiale car c'est une marque déposée en France et dans de nombreux autres pays. Depuis 1996, cette marque appartient à la société suisse Bayer Consumer Care, lequel l'a achetée à cette date au groupe pharmaceutique suisse Roche en même temps que l'ensemble des autres produits de la division santé familiale, disponibles sans ordonnance.